# Керъл Поуп
Керъл Поуп (на английски: Carole Pope) е канадска певица, текстописец, композитор и продуцент.

## Биография
Родена е в Манчестър, Великобритания, но от ранна възраст емигрира в Канада. Керъл Поуп е лесбийка.

### Кариера с Rough Trade
През 1968 Поуп започва съвместна работа с Kevan Staples, като първоначално двамата се подвизават под името „О“. По-късно тяхната група бива преименувана на „Rough Trade“ (Ръф Трейд). Тяхната песен „High School Confidential“, издадена през 1981 г. е хит в Канада, като е една от първите песни с открита лесбийска тематика. Песента достига позиция 12 в канадските класации.

### Солова кариера
През 1988 г. Ръф Трейд се разпада и Поуп започва солова кариера. До днешна дата има издадени два албума: „Transcend“ от 2005 г. и „Landfall“ от 2011 г. Други значими записи са „Radiate“ от 1995 и „Music For Lesbians“ от 2014 г. Поуп издава музика и до ден днешен.